# Clistax speciosus
Clistax speciosus är en akantusväxtart som beskrevs av Christian Gottfried Daniel Nees von Esenbeck. Clistax speciosus ingår i släktet Clistax och familjen akantusväxter. Inga underarter finns listade i Catalogue of Life.